# Arteria radial del índice
La arteria radial del índice es una arteria con origen en la arteria radial. No presenta ramas.

## Trayecto
Nace cerca de la arteria principal del pulgar, desciende entre el primer músculo interóseo dorsal y la cabeza transversa del músculo aductor del pulgar, y discurre a lo largo de la parte radial del dedo índice hasta su extremo, donde se anastomosa con la arteria digital palmar propia de ese dedo, irrigando la parte ulnar de dicho dedo. En el borde inferior de la cabeza transversa del músculo aductor del pulgar, se anastomosa con la arteria principal del pulgar, y da una rama comunicante hacia el arco palmar superficial.
Las arterias principal del pulgar y radial del índice pueden originarse en un tronco común llamado primera arteria metacarpiana volar.

## Distribución
Irriga el dedo índice.